# Lajos Keresztes
Lajos Keresztes (Ocna Mureș, 30 aprile 1900 – Budapest, 9 agosto 1978) è stato un lottatore ungherese, specializzato nella lotta greco-romana.

## Palmarès

### Olimpiadi
- 2 medaglie:
  - 1 oro (Amsterdam 1928 nei pesi leggeri)
  - 1 argento (Parigi 1924 nei pesi leggeri)